# 陆健健
陆健健（1950年—），汉族，生于松江，其父陆明琛。毕业于周浦中学后在上海郊区农村务农7年（1968~1975），本科毕业于华东师范大学（1978），1981年获中国首批硕士学位，导师钱国祯先生（1918~1985），美国华盛顿州立大学获生态学博士学位（1985），师从James King教授。
著名湿地生态学家。专长生态修复，主要学术贡献：创建生态系统的“结构重建，功能恢复”；优化生态系统服务功能；生态对冲等概念并应用于实践。
华东师范大学首批终身教授（2002），现任华东师范大学生态与环境科学学院教授，博士生导师（2014）。1989年加入中国民主同盟，任民盟中央第八，九，十届委员。2003年和2008年，当选第十，第十一届全国政协委员，列为科技界。